# 木曜スペシャル (フジテレビ)
本項で解説する『木曜スペシャル』（もくようスペシャル）は、1970年1月22日から同年3月26日までフジテレビ系列局が編成していたフジテレビ製作の単発特別番組枠である。全10回。編成時間は毎週木曜 20:00 - 21:26（日本標準時）。
後に日本テレビとBS日テレが編成した同名の単発特番枠との関連性は特に無い。

## 放送番組一覧
1. 座頭市関所破り（1月22日）
2. 必勝スターゲーム大会（1月29日）
3. 立春なつメロ大会（2月5日）
4. スター寄席（2月12日）
5. 異色歌手紅白歌合戦（2月19日）
6. 世界見世物大行進（2月26日）
7. 世紀の祭典（3月5日）
8. 世紀の東西にたものショー（3月12日）
9. クレージーのタメゴロー大行進（3月19日）
10. オールスター紅白大運動会（3月26日）